# José Linhares
José Linhares (Baturité, 28 gennaio 1886 – Caxambu, 26 gennaio 1957) è stato un magistrato e politico brasiliano.
Fu presidente del Brasile dal 29 ottobre 1945 al 31 gennaio 1946.

## Biografia
Linhares iniziò gli studi di Medicina a Rio de Janeiro, poi studiò Scienze giuridiche e sociali a Recife e São Paulo, laureandosi nel 1908. Esercitò l'avvocatura a Rio de Janeiro, poi entrò nella magistratura, divenendo ministro (1937-1940) e poi vicepresidente del Tribunale supremo federale (1940-1945). Nominato da Getúlio Vargas presidente del Tribunale Supremo Federale in base al decreto-legge 2770 (1945), fu nominato presidente interinale della Repubblica dai militari, che deposero Vargas (29 ottobre 1945) in base allo stesso decreto-legge. Linhares abrogò il DL 2770 e mantenne la carica fino al 31 gennaio 1946, quando si insediarono il nuovo presidente regolarmente eletto e l'Assemblea Costituente. Eletto regolarmente presidente del Tribunale Supremo Federale (1946-1949, 1951-1954 e 1954-1956), si dimise per anzianità.